# Koen Lenaerts
Pour les articles homonymes, voir Lenaerts.
Le baron Koen Lenaerts (prononciation : /kun ˈleːnaːrts/), né le 20 décembre 1954 à Mortsel, est un professeur belge de droit européen à la Katholieke Universiteit Leuven. Il est le président de la Cour de justice de l'Union européenne depuis le 8 octobre 2015,.
Il était membre du groupe Coudenberg, un think tank fédéraliste belge.
Koen Lenaerts a bénéficié d'une concession de noblesse héréditaire et du titre personnel de baron par le roi Albert II en 2005.

## Sources
- (en) Cet article est partiellement ou en totalité issu de l’article de Wikipédia en anglais intitulé « Koen Lenaerts » (voir la liste des auteurs).

## Compléments